# 伊娜姆·格姆比尔
伊娜姆·格姆比尔（1983年7月24日—），印度外交官，现任印度驻法国使团副团长。

## 经历
伊娜姆·格姆比尔生于1983年7月24日，德里人（据其Twitter平台自我介绍）。她拥有两个硕士学位：德里大学印度教学院数学专业和日内瓦大学高级国际安全专业。她精通英语、印地语和西班牙语。
2005年，进入印度外事服务部，并选择西班牙语作为学习外语。她曾在墨西哥和阿根廷等国家任职。在新德里工作期间，她以不同的身份处理过与印度邻国相關的问题，尤其是與巴基斯坦、阿富汗和伊朗。她还曾在印度常驻纽约联合国代表团任职至2016年6月，负责政治、和平与安全问题。她曾任第74屆聯合國大會主席辦公室和平與安全問題高級顧問。
曾任印度外交部多边经济关系司副司长，负责二十國集團（G20）、金砖国家主席国（2021年）以及七国集团相关事项。後擔任印度外交部联合国政治司聯祕（司长），并在G20秘书处任职，负责处理G20相关事务，包括印度担任G20主席国的准备工作。印度G20协调员阿米塔布·坎特在X平台发文感谢伊娜姆·格姆比尔和高志远两位外交官在实现俄乌地缘政治问题达成共识上的帮助。
现任印度驻法国使团副团长。

### 事件
伊娜姆·格姆比尔因其在联合国对巴基斯坦的尖锐回应而受到关注：2016年，巴基斯坦总理纳瓦兹·谢里夫在联合国大会发表讲话，就查谟和克什米尔问题指责印度，时任印度驻纽约联合国代表团一等秘书的伊娜姆·格姆比尔代表印度作出了反驳，指控巴基斯坦缺少民主，支持恐怖主义，并称：塔克西拉，古代最伟大的学术中心之一，如今变成了「恐怖主义常春藤联盟」的所在地。2017年，伊娜姆·格姆比尔再次对巴基斯坦总理沙希德·哈坎·阿巴西指责印度纵容针对巴基斯坦的恐怖主义的讲话做出了反驳，称巴基斯坦已经成为了「恐怖主义之乡」。